# Jesse Unruh
Jesse Marvin Unruh, também conhecido como Big Daddy Unruh (Newton, 30 de setembro de 1922 — Marina del Rey, 4 de agosto de 1987), foi um político-norte americano, membro do Partido Democrata. Foi presidente da Assembleia Estadual da Califórnia entre 1961 até 1969 e Tesoureiro Estadual entre 1975 até 1987. Concorreu, sem sucesso, ao governo da Califórnia em 1970, quando perdeu para o governador Ronald Reagan. Em 1973, foi derrotado na disputa pela prefeitura de Los Angeles.